# マグダレーナ・ヴィルヘルミーネ・フォン・ヴュルテンベルク
マグダレーナ・ヴィルヘルミーネ・フォン・ヴュルテンベルク（ドイツ語: Magdalena Wilhelmine von Württemberg, 1677年11月7日 - 1742年10月30日）は、バーデン＝ドゥルラハ辺境伯カール3世ヴィルヘルムの妃。

## 生涯
マグダレーナ・ヴィルヘルミーネはヴュルテンベルク公ヴィルヘルム・ルートヴィヒとマグダレーナ・ジビュラ・フォン・ヘッセン＝ダルムシュタットの娘である。
バーデン家とヴュルテンベルク家の連携を強めるため、1697年6月27日に後にバーデン＝ドゥルラハ辺境伯となるカール3世ヴィルヘルムと結婚した。マグダレーナ・ヴィルヘルミーネは大きな鼻やその他の欠点を持っていたため、カール3世ヴィルヘルムの好みにはそぐわなかった。このためマグダレーナ・ヴィルヘルミーネが子供をもうけた後、夫妻は別居した。1715年にカール3世ヴィルヘルムはカールスルーエに新居を構え、独りで新しい居城に移ったが、マグダレーナ・ヴィルヘルミーネはカールスブルク城に残った。
1738年にカール3世ヴィルヘルムが死去した後、マグダレーナ・ヴィルヘルミーネは9歳の孫カール・フリードリヒの摂政団の一人となった。1742年10月30日に死去し、プフォルツハイムの城内教会の辺境伯家墓所に埋葬された。

## 子女
- カール・マグヌス（1701年 - 1712年）
- フリードリヒ（1703年 - 1732年）- バーデン辺境伯およびバーデン大公となるカール・フリードリヒの父
- アウグステ・マグダレーネ（1706年 - 1709年）